# لیتاون (ویرجینیای غربی)
لیتاون (به انگلیسی: Leetown) یک منطقهٔ مسکونی در ایالات متحده آمریکا است که در شهرستان جفرسون، ویرجینیای غربی واقع شده‌است.